# William Ranken

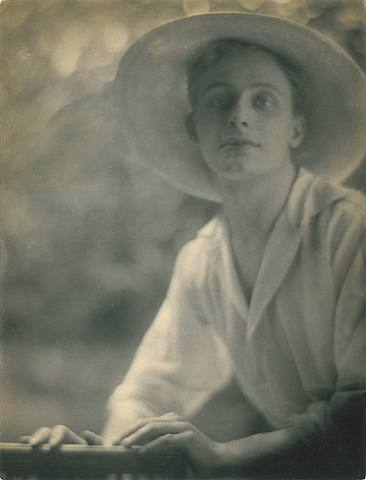
William Ranken en 1902.

William Bruce Ellis Ranken, né à Édimbourg en 1881 et mort en 1941 à Londres, est un peintre et esthète britannique qui a surtout peint des portraits de l'aristocratie et de la haute société britannique, ainsi que les demeures de ses relations mondaines et des paysages.

## Biographie
William Ranken naît à Édimbourg dans la famille d'un avocat fortuné. Il est éduqué à Eton College, puis entre à la Slade School of Art (1899-1903) où il est entre autres l'élève d'Henry Tonks. Il y fait la connaissance d'Ernest Thesiger qui fera partie de son cercle d'intimes sa vie durant. Thesiger épouse Janette, l'une des  trois sœurs de Ranken, en 1917 et il est portraituré par son beau-frère en 1918.
Sa première exposition personnelle se tient à Londres à la Carfax Gallery en 1904 et la critique est élogieuse, comme son cercle d'amis esthètes. Il devient ami avec Wilfrid de Glehn, le baron de Meyer ou le compositeur Roger Quilter et surtout avec le peintre mondain John Singer Sargent. À l'aube de la Première Guerre mondiale, l'atelier de Ranken situé à Chelsea se trouve à deux pas de celui de Sargent. Ce dernier l'emmène aux États-Unis pendant la guerre, car Ranken est réformé à cause d'une poliomyélite subie dans son enfance. Sargent le présente à la richissime collectionneuse d'art bostonienne, Mrs Gardner. Il expose à Boston en 1916, puis à New York où il compte dans sa clientèle les Vanderbilt, Whitney ou Havemeyer et même Cole Porter.

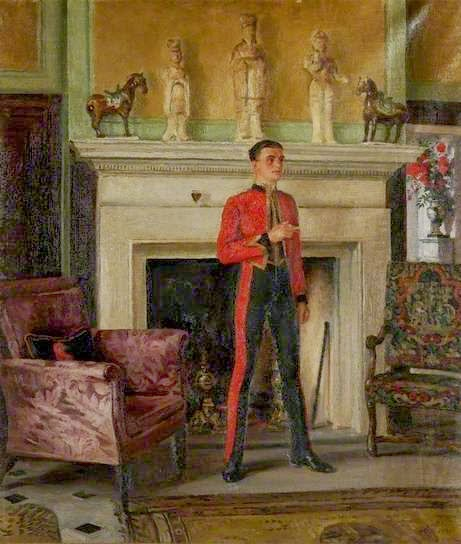
Le Salon de Warbrook House (1933), coll. part.

Ranken est un peintre prolifique qui travaille aussi bien les huiles sur toile, les pastels que les dessins et les aquarelles.
Il retourne en Grande-Bretagne dans les années 1920 où il peint des portraits de l'aristocratie et de la famille royale, et leurs demeures. Grâce à ses  importantes commandes, il achète en 1921 un château dans le Hampshire (Warbrook House) où il reçoit ses amis élégants. Il meurt inopinément en 1941 d'une hémorragie cérébrale. Il est enterré au cimetière paroissial d'Eversley dans le Hampshire où se trouvait son ancien château. Sa sœur et héritière Janette fait don de plus de deux cents œuvres à différents musées britanniques de province en 1946.
Il était membre de la Modern Portrait Society, de la National Portrait Society, de la Pastel Society, du Royal Institute of Oil Painters (dont il est vice-président à partir de 1919), du Royal Institute of Painters in Water Colours et de la Royal Portrait Society.

## Galerie

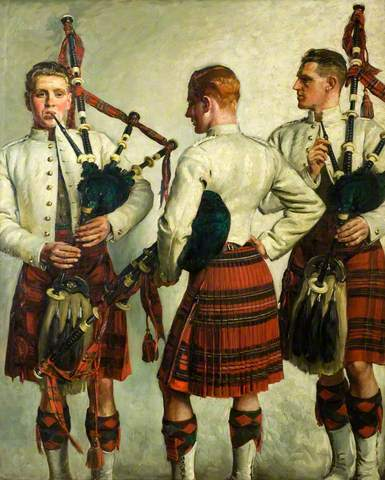
Practice Pipe (1918), Dundee Art Galleries and Museums
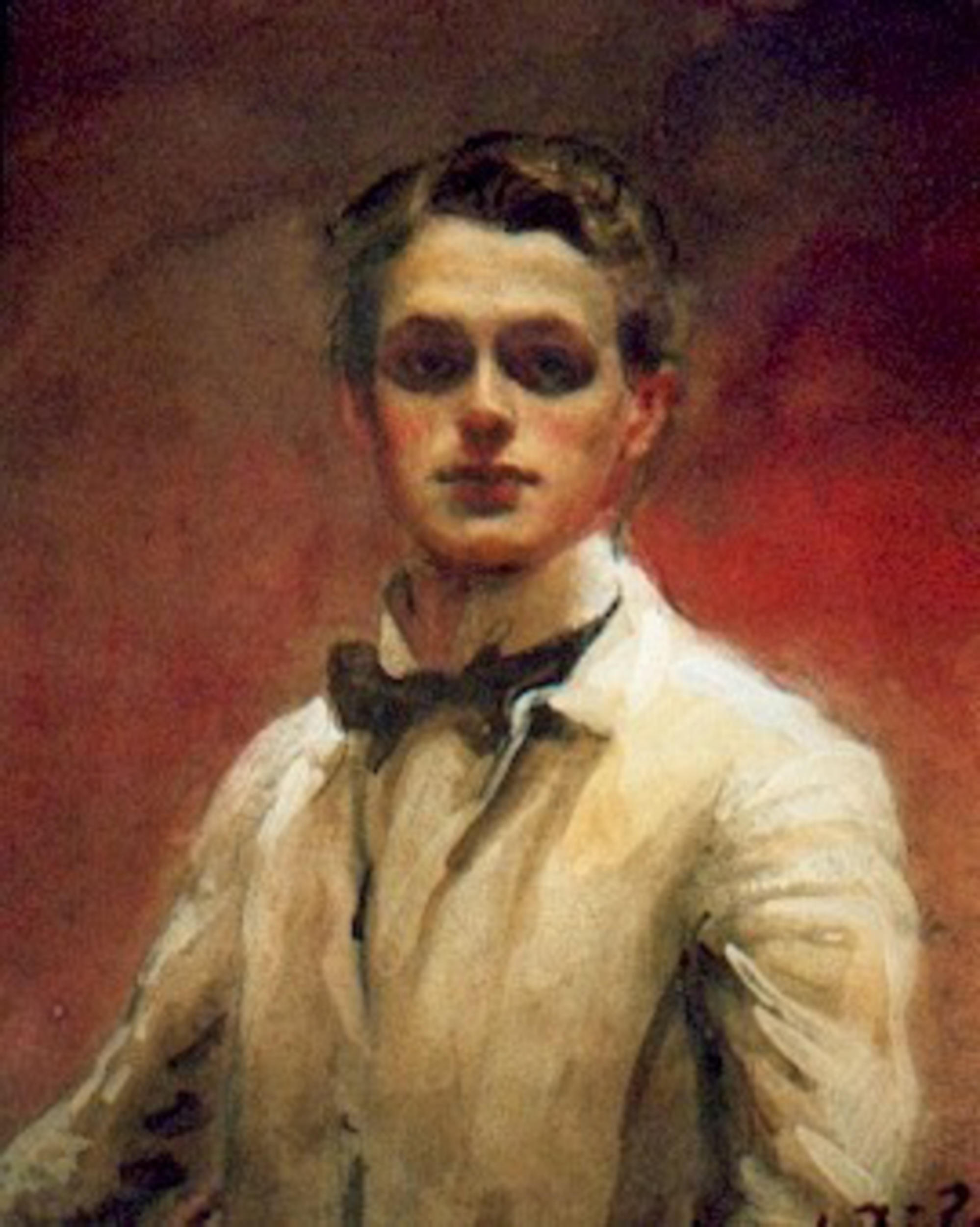
Portrait (1902)
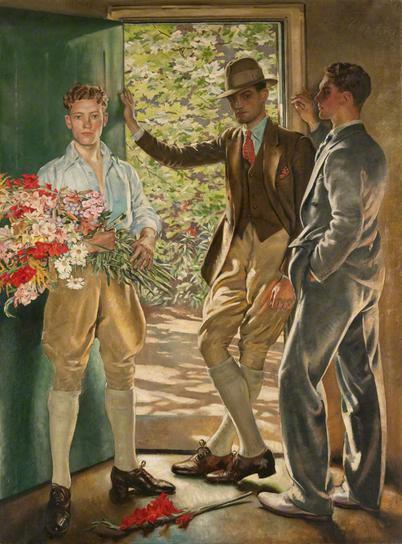
The Garden Door (1926), Glasgow Museums
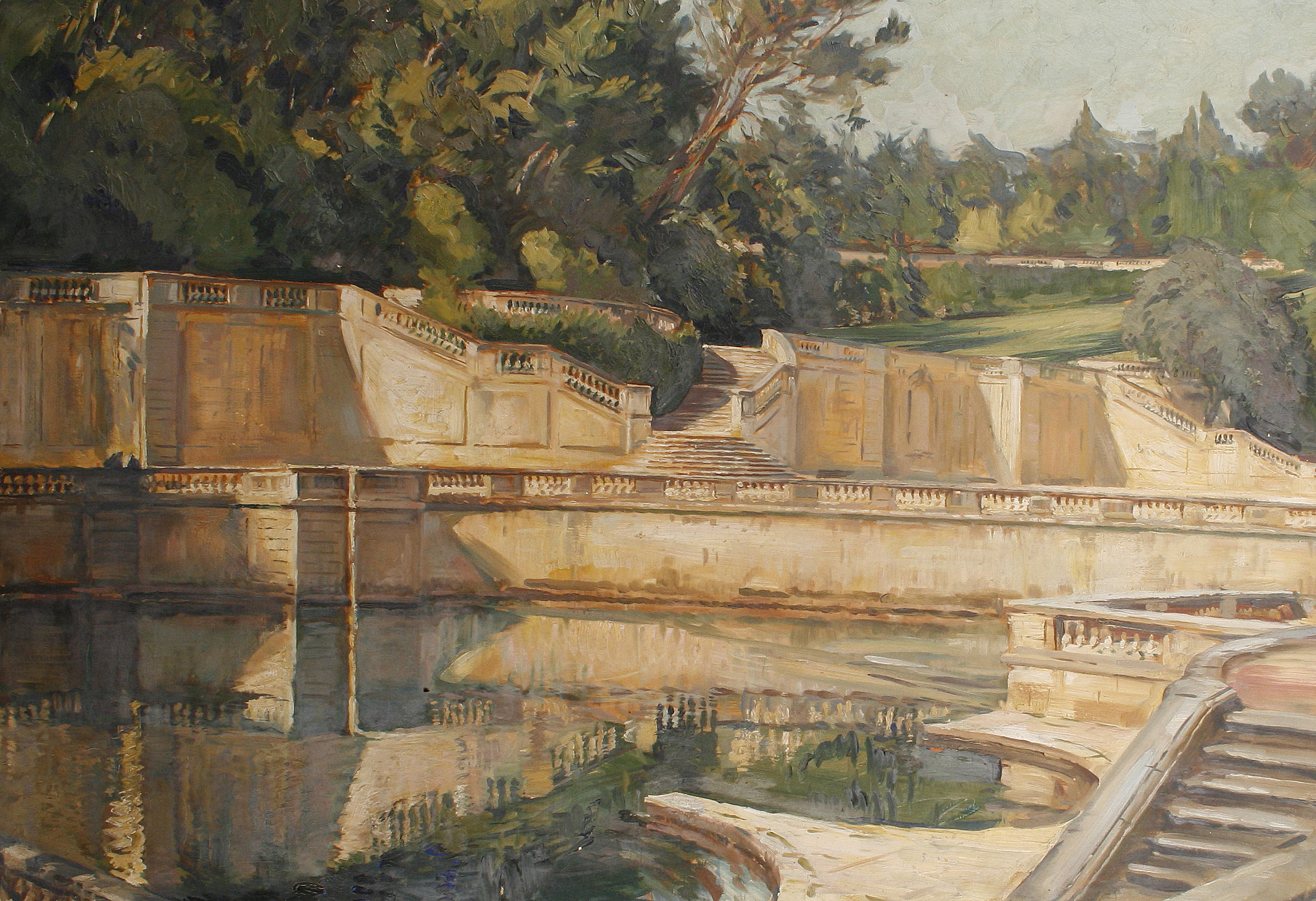
Les Jardins romains de Nîmes (vers 1912), coll. part.
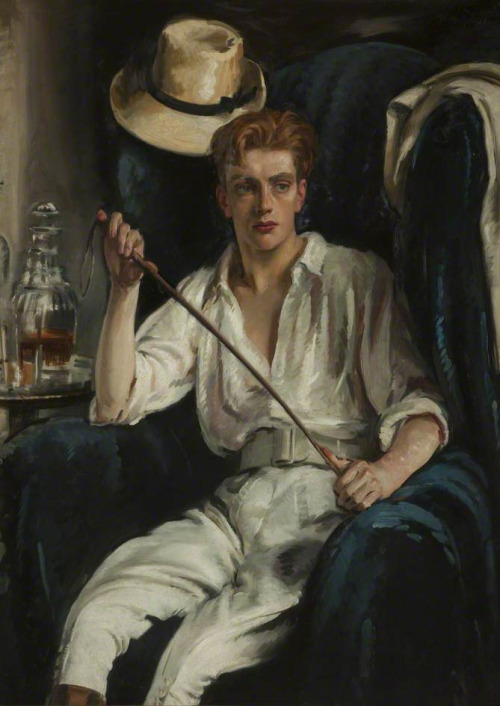
Le Joueur de polo (1920),  coll. part.
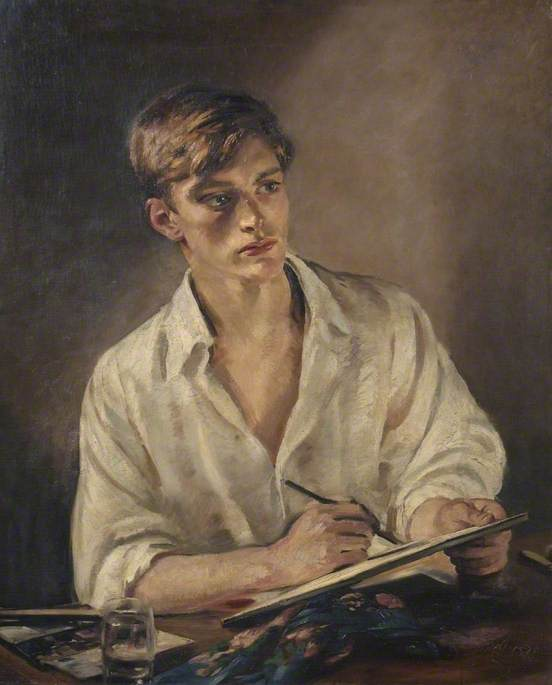
Portrait de jeune homme (années 1920), Leamington Spa Art Gallery